# Azione (armi)

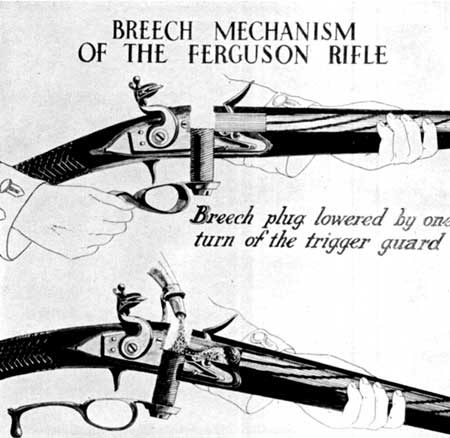
Schema illustrativo dell'azionamento del fucile Ferguson.

Azione, in riferimento alle armi da fuoco e nello specifico di quelle a retrocarica, può indicare sia il sistema di scatto (azione singola, doppia o mista) che il sistema di funzionamento di carica e scarica dell'arma e i relativi tipi di meccanismo di azionamento collegati. Questa pagina è dedicata solo alla seconda accezione, e non considera le armi ad avancarica.
La differenza principale tra le armi, è tra azionamento «manuale» o «autocaricante», dove il primo gruppo è suddiviso fra «monocolpo» e «a ripetizione», mentre il secondo è solo «a ripetizione».

## Manuale
Il funzionamento manuale indica un'arma in cui, qualsiasi sia il tipo di azione, il caricamento di ogni singolo colpo viene effettuato dall'operatore, per cui l'arma può essere a singolo colpo (o monocolpo) oppure a ripetizione dei colpi ma sempre in modalità manuale, e in ogni caso l'energia dello sparo non viene riutilizzata in nessun modo per il funzionamento parziale o totale dell'arma.

### Monocolpo

#### Sistema Ferguson
È stato il primo sistema di retrocarica per fucile, che ebbe un'ampia diffusione in ambito militare. Ideato dal maggiore scozzese Patrick Ferguson nel 1775, il sistema era basato su un vitone verticale che andava a chiudere posteriormente la culatta. Facendo compiere un giro al paramano del grilletto, la vite scendeva, esponendo la camera di scoppio che poteva così essere caricata con la palla e la polvere sfusa; con un giro in senso opposto, la vite risaliva andando a chiudere la culatta. Esempio: Fucile Ferguson.

#### Camera separata
Questo sistema, antico nelle artiglierie, è stato brevettato per i fucili nel 1811 da John H. Hall. La camera di scoppio con l'acciarino sono staccati dalla canna ed incernierati posteriormente. Azionando una leva davanti al guardamano, la camera di scoppio ruota in alto di circa 30° e viene caricata quindi come una normale arma ad avancarica; dopodiché, la camera di scoppio viene riportata in asse con la canna per lo sparo. Un ovvio inconveniente del sistema è la mancanza di tenuta ai gas. Esempi: Hall M1819, Kammerlader M1842

#### Blocco cadente

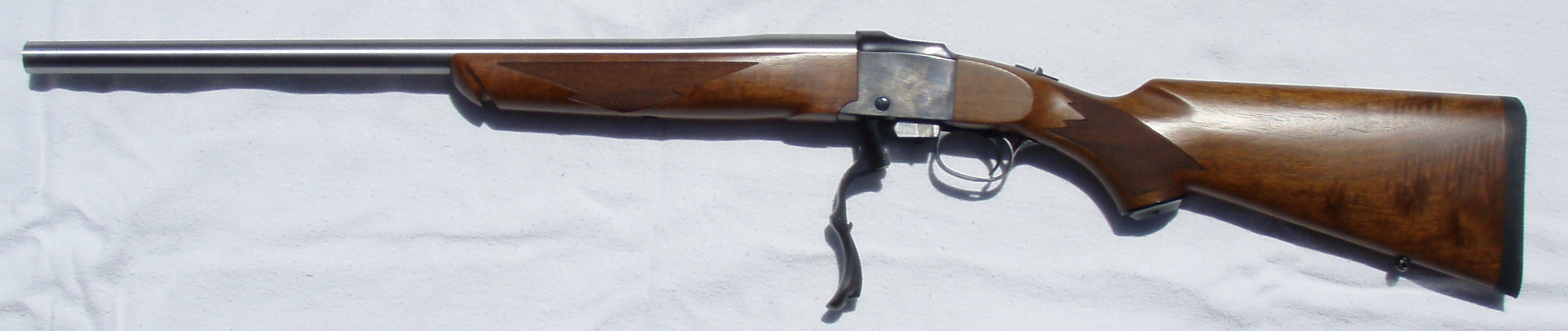
Ruger No. 1 a blocco verticale.

Si tratta di azioni in cui l'otturatore si abbassa ("cade") all'interno castello per aprire la culatta, di solito azionato da un paragrilletto che agisce da leva. Ci sono due tipi principali di caduta blocchi: il blocco oscillante e il blocco a movimento verticale.
- Blocco oscillante: l'otturatore è incernierato su un perno montato nella parte posteriore. Quando la leva del paragrilletto viene azionata, il blocco si inclina in avanti ed in basso, esponendo la culatta. I più noti sistemi a blocco oscillante sono il Peabody Patent 1862 Military Rifle, il Peabody-Martini ed il Ballard. Esempi: Martini-Henry, Snider-Enfield.
- Blocco verticale: l'otturatore, costituito da un blocchetto di metallo, scorre verticalmente in scanalature ricavate nella culatta dell'arma, azionato da una leva. Esempi: Fucile Sharps, Ruger.
- Peculiare è il Blocco rotante: l'otturatore è costituito da un blocco semicilindrico, incernierato in basso come il retrostante cane. Ruotato all'indietro (come il cane) permette l'accesso alla camera di scoppio e l'inserimento della munizione. Una volta inserita la cartuccia, si ruota in avanti il blocco, chiudendo la culatta. Al momento dello sparo non si apriva poiché era intercettato da un blocco solidale al cane che gli scorre sotto, in modo che la spinta all'indietro operasse su una leva svantaggiosa. La spinta avveniva cioè al di sotto del grosso perno del cane e, al contrario, tendeva a spingere il cane stesso ancora più in avanti. Il sistema fu largamente impiegato dalla Remington

#### Blocco basculante

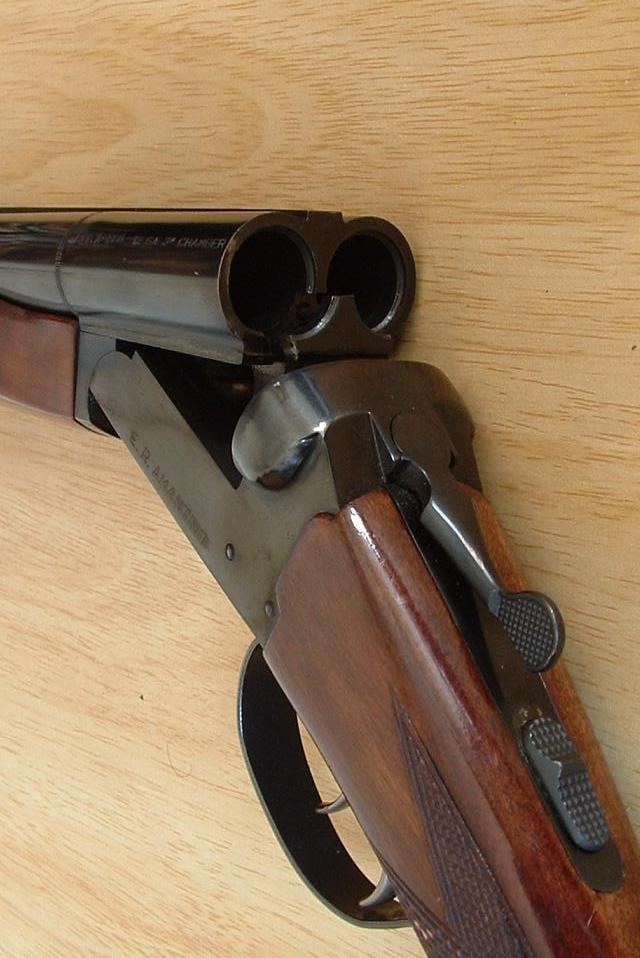
Il blocco basculante di una doppietta.

La canna dell'arma, è fissata su cardini e può essere fatta basculare in avanti ed in basso per accedere alla culatta e camerare le cartucce. Per aprire o chiudere l'arma, si ricorre ad una leva, detta "chiavetta", che scorre o ruota, incastrandosi con la culatta ed unendola al blocco del calcio. Le canne basculanti sono utilizzate soprattutto nei fucili da caccia (doppiette e sovrapposti) di grosso calibro, ma in passato il sistema fu usato anche per le rivoltelle.

#### A tabacchiera

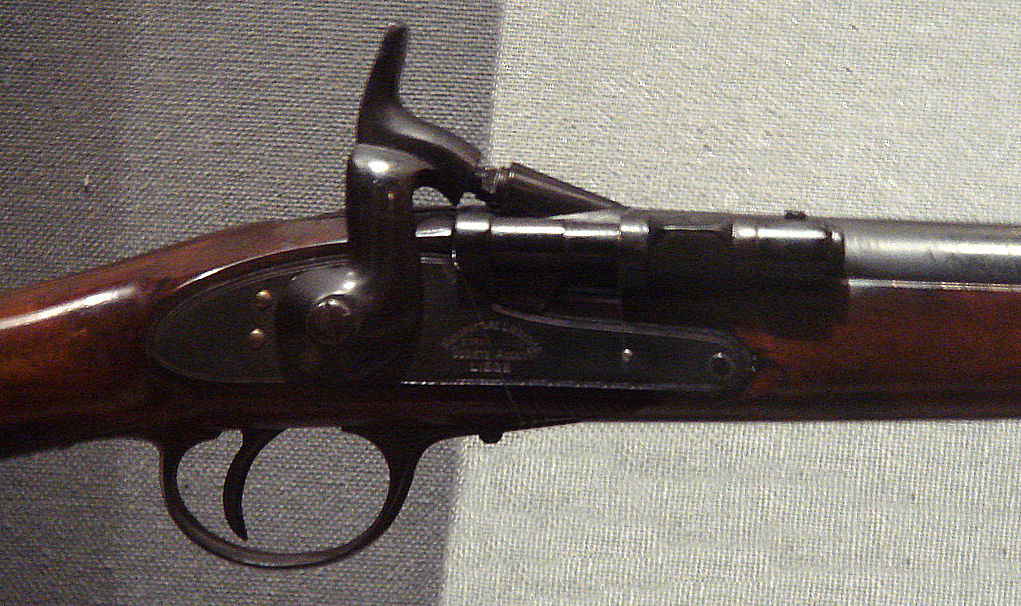
Snider

Questa soluzione è stata adottata per trasformare vecchi fucili ad avancarica in retrocarica. La culatta della canna viene aperta posteriormente e viene installato un blocco incernierato lateralmente (a destra), che quindi, ruotando su un asse parallelo a quello della canna, permette l'inserimento della cartuccia metallica e, poi ruotando in senso opposto, la chiusura.
Esempi: Snider-Enfield. 

#### A chiavistello girevole (bolt-action)

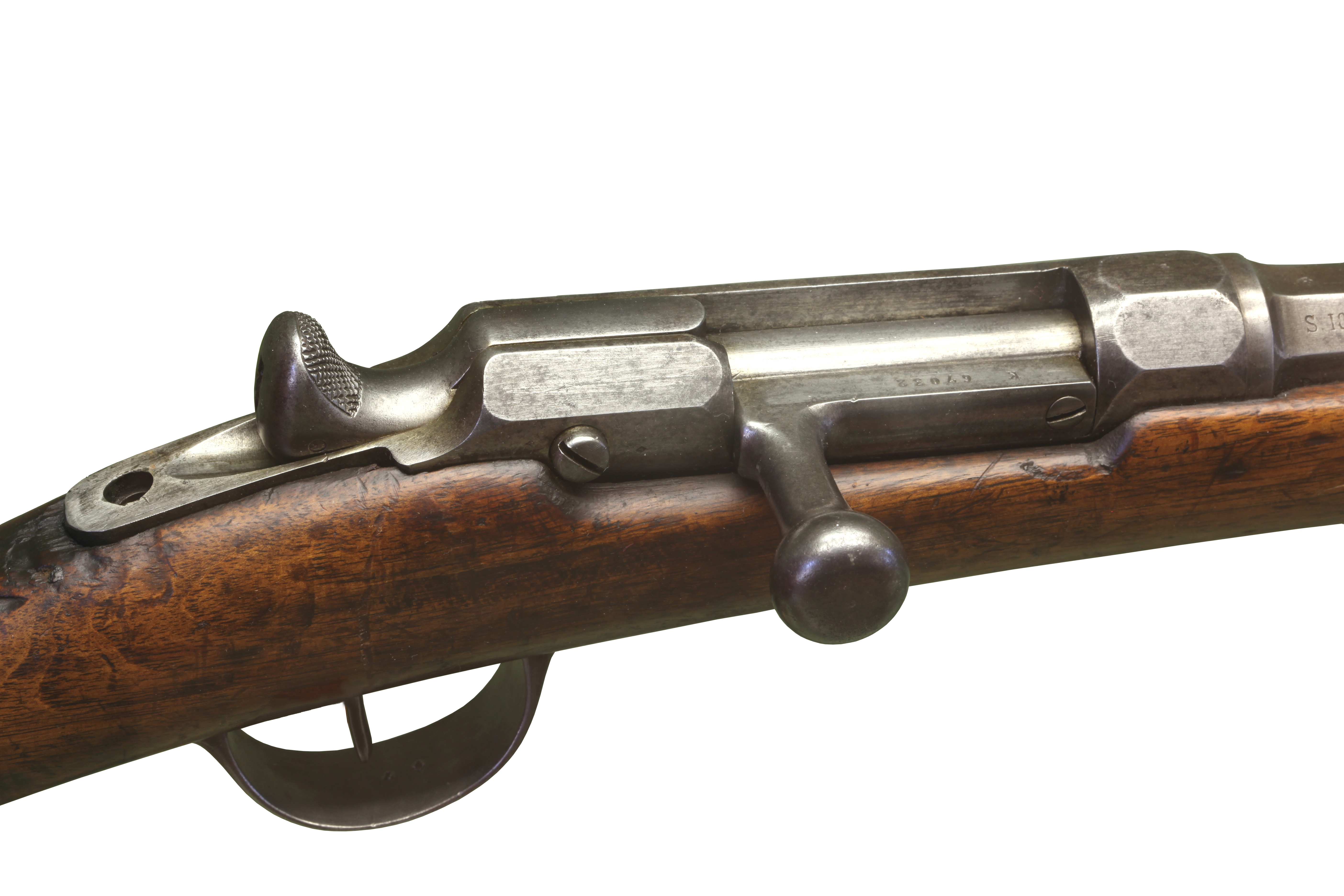
sistema Chassepot con leva di azionamento

Questo sistema si trova quasi esclusivamente sui vecchi fucili ad ago, come il fucile Dreyse prussiano (1814-1841) o lo Chassepot francese (1866), che erano effettivamente a monocolpo. In questo sistema la culatta è posteriormente aperta e viene chiusa da un otturatore cilindrico girevole e scorrevole lungo l'asse della canna, comandabile manualmente tramite una leva laterale con pomello. Attualmente, i fucili bolt-action non sono più a monocolpo, anche se possono essere ricaricati manualmente dal tiratore (un colpo alla volta), ma presentano sempre un serbatorio fisso o un magazzino di carica estraibile, con almeno 5 colpi a disposizione per la ripetizione.

### A ripetizione
Un'arma è detta «a ripetizione» quando la sua struttura meccanica consente una ricarica rapida della munizione in camera di scoppio, dunque il riarmamento dell'arma stessa e la ripetizione del colpi in un più breve lasso di tempo, prelevando la nuova cartuccia da un serbatorio di riserva posto nell'arma o agganciato ad essa (estraibile e/o sostituibile), tramite una sequenza d'azione che può essere considerata manuale o automatica (vedi arma autocaricante). 

#### Revolver

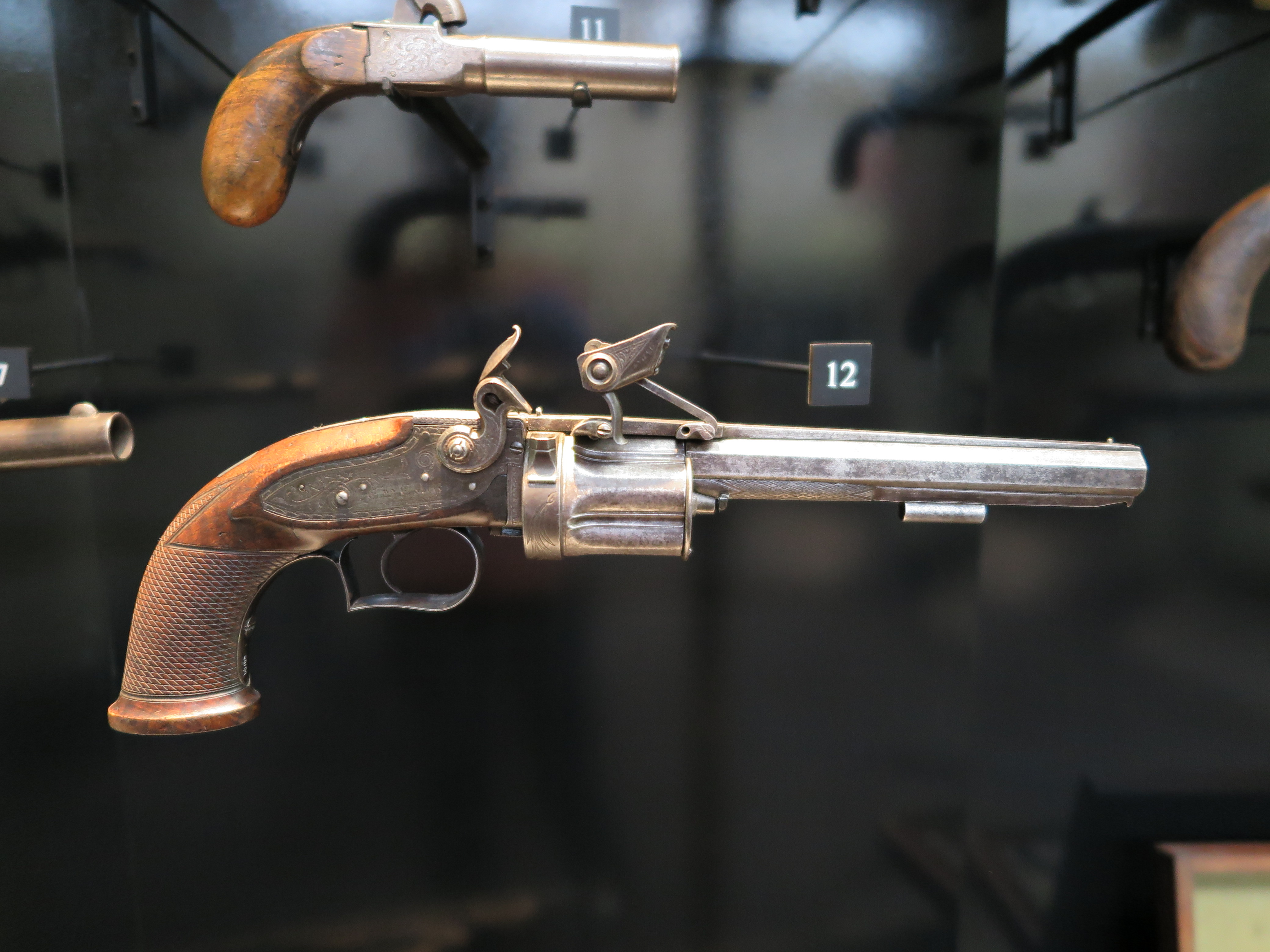
Revolver a tamburo di Collier, a pietra focaia (1818)

Il sistema del revolver consiste nel moltiplicare le camere di cartuccia/scoppio a mo' di serbatoio (caricatore fisso), tramite l'applicazione di un cilindro rotante detto tamburo, con capacità di circa 6 colpi (da 5 a 10 in base al calibro), che allinea il proiettile con la canna uno alla volta, prima di esploderlo. Il sistema a tamburo girevole è tipicamente adottato sulle pistole e molto raramente su alcuni vecchi fucili o carabine da caccia (come è successo).
Inizialmente, il caricamento dei revolver era ad avancarica del tamburo, come sulla Colt Navy. In seguito la cartuccia diventò un dispositivo a sé stante, con bossoli metallici e vari metodi di innesco (anulare del 1850, a spillo del 1851 e centrale del 1857, il quale divenne poi il sistema più usato dal 1868 ad oggi), dando il via al utilizzo e alla produzione delle varie rivoltelle a retrocarica, tipo le S&W Model 3 (1870), Colt Single Action Army 1873, Chamelot-Delvigne Mod. 1874, Bodeo Mod. 1889, Smith & Wesson 29, ecc.
L'azione è manuale, dove l'armamento del cane, fatta col pollice dal tiratore (armi a azione singola), o la pressione del grilletto (armi a doppia azione), genera la rotazione del tamburo e il giusto allineamento.
Ad un certo punto qualcuno provò a rendere autocaricante anche una rivoltella, ma il sistema risultò poco utile o tel tutto inutile, e quindi scomparve. 

#### A chiavistello girevole (bolt-action)

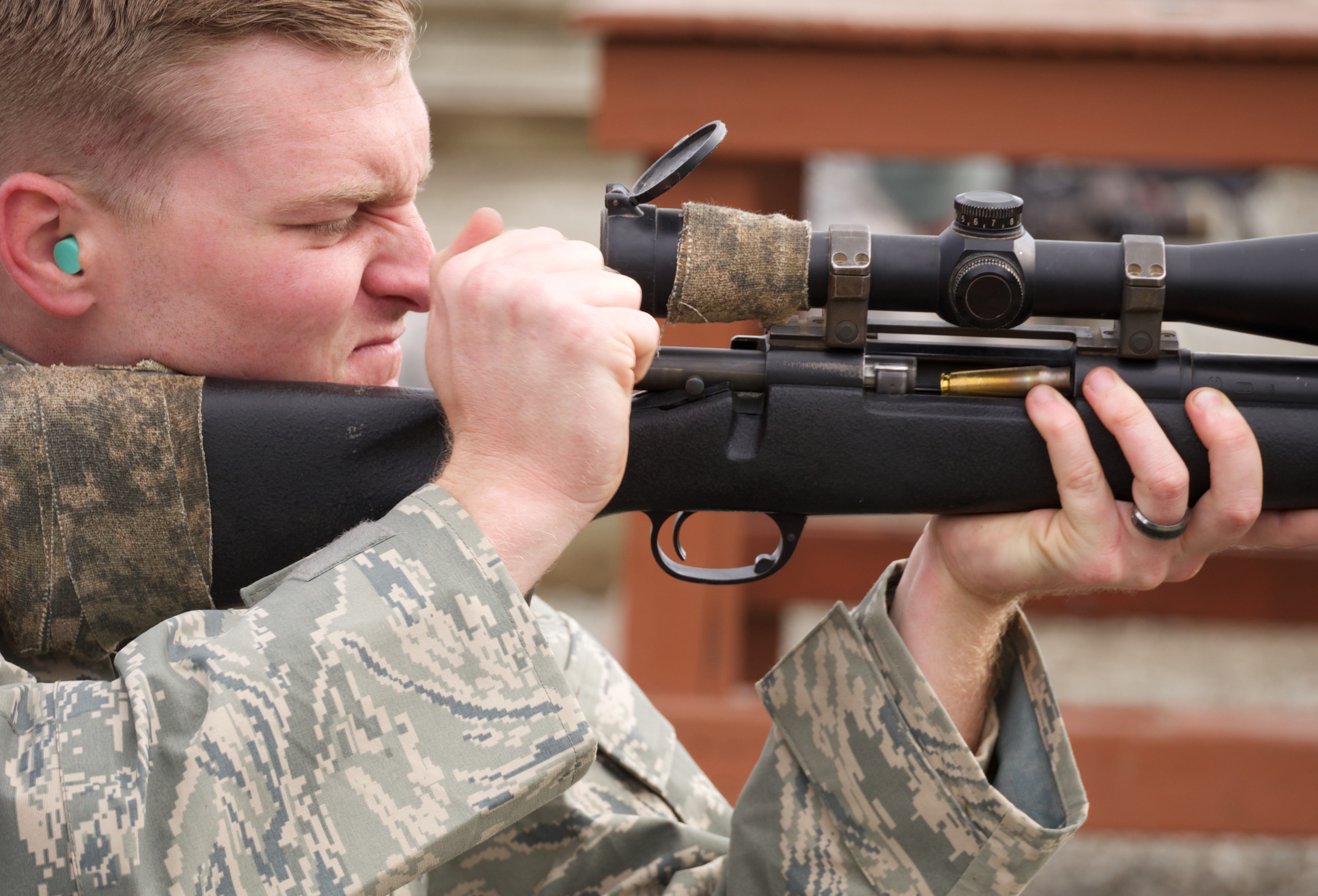
otturatore aperto

In questo sistema, la culatta è posteriormente aperta e viene chiusa da un otturatore cilindrico (contenente il percussore e l'estrattore), girevole e scorrevole lungo l'asse della canna, comandato manualmente tramite una leva laterale con pomello, esattamente come i chiavistelli girevoli e scorrevoli di alcune porte. 

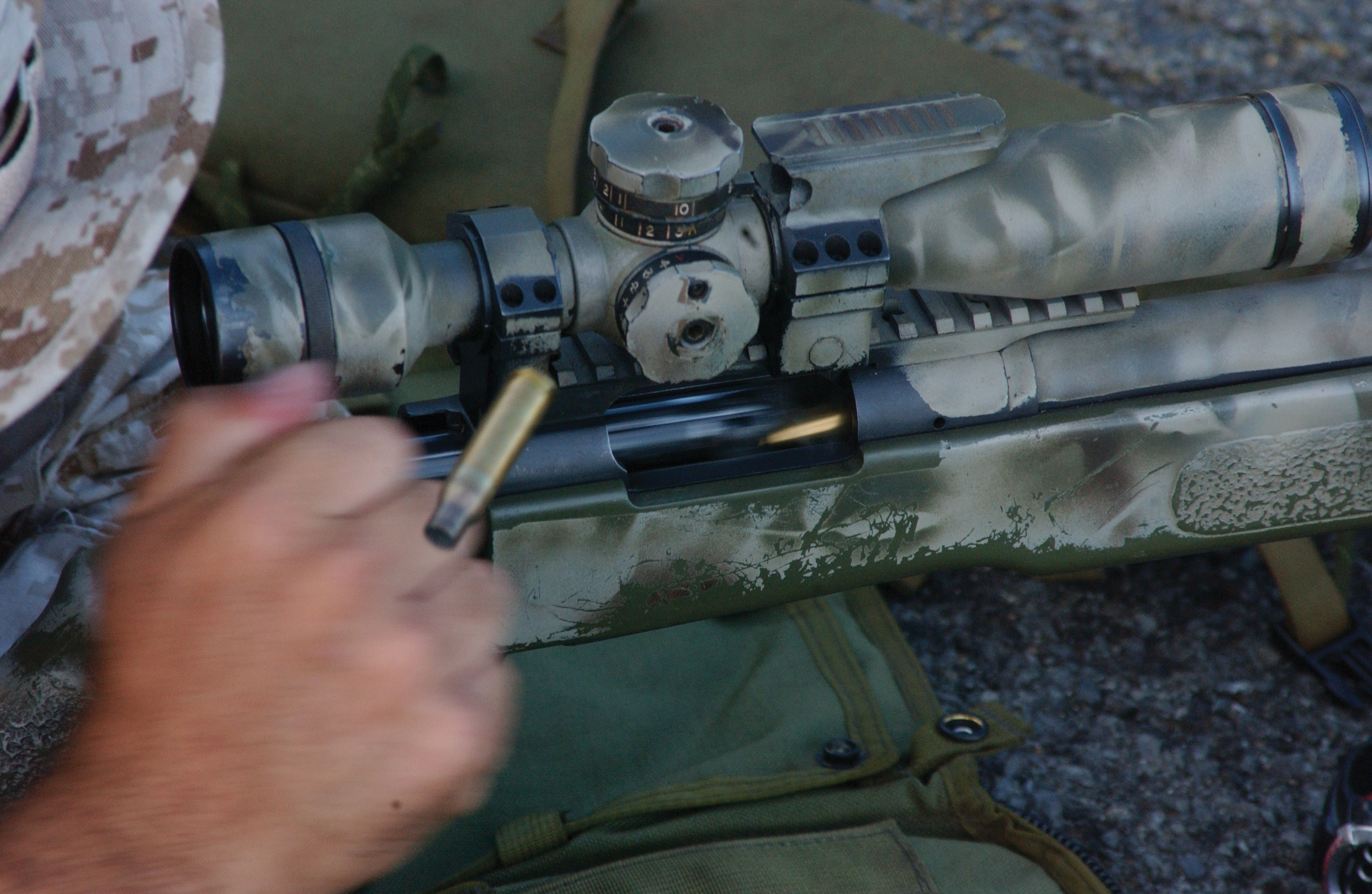
Bolt-action

Il meccanismo in apertura prevede una prima breve rotazione attorno all'asse del otturatore e il successivo arretramento lungo l'asse della canna (assi che comunque coincidono): in questa prima azione viene espulso il bossolo sparato, arretrato il percussore ed armato il meccanismo di scatto; mentre nella seconda fase (di chiusura) attuata col percorso opposto (in avanzamento), viene incamerata la cartuccia successiva (prelevata dal serbatoio o inserita in camera manualmente) e serrato l'otturatore sulla culatta, previa rotazione. L'arma è ora pronta a sparare, poiché la chiusura è assicurata meccanicamente dagli appositi tenoni (risalti in acciaio) che si inseriscono, durante la rotazione, in altrettante sedi scavate nella culatta.
Tale sistema rimarrà l'azione standard per le armi lunghe della fanteria fino alla seconda guerra mondiale. Attualmente è il sistema più usato nei fucili di precisione (sniper ), come l’AWM o l’M24 (versione militare del Remington 700) o come i vari Mosin-Nagant, Lee-Enfield, Mauser Gewehr 98, Carcano Mod. 91, Sako TRG, che presentano tutti un serbatorio fisso o un magazzino di carica estraibile, con almeno 5 colpi a disposizione per la ripetizione. Tuttavia, benché questi fucili non siano più a monocolpo, possono essere ricaricati manualmente dal tiratore, un colpo singolo alla volta.

#### Otturatore scorrevole
Il sistema, detto in inglese straight pull, è un sistema per la chiusura della culatta in carabine o fucili a ripetizione manuale o a colpo singolo, nel quale l'otturatore si muove manualmente, arretrandolo per aprire la culatta ed espellere il bossolo sparato e poi con movimento contrario, per ottenere il cameramento di un'altra cartuccia, richiudere la culatta e rendere l'arma pronta allo sparo. Il sistema è molto simile al bolt-action, ma senza la chiusura girevole; è usato in vari fucili, tipo Schmidt Rubin K31, Steyr-Mannlicher M1895, con leva diretta laterale, ma anche con altri comandi diversi, tipo "a leva" e "a pompa" (vedi sotto).

#### A leva

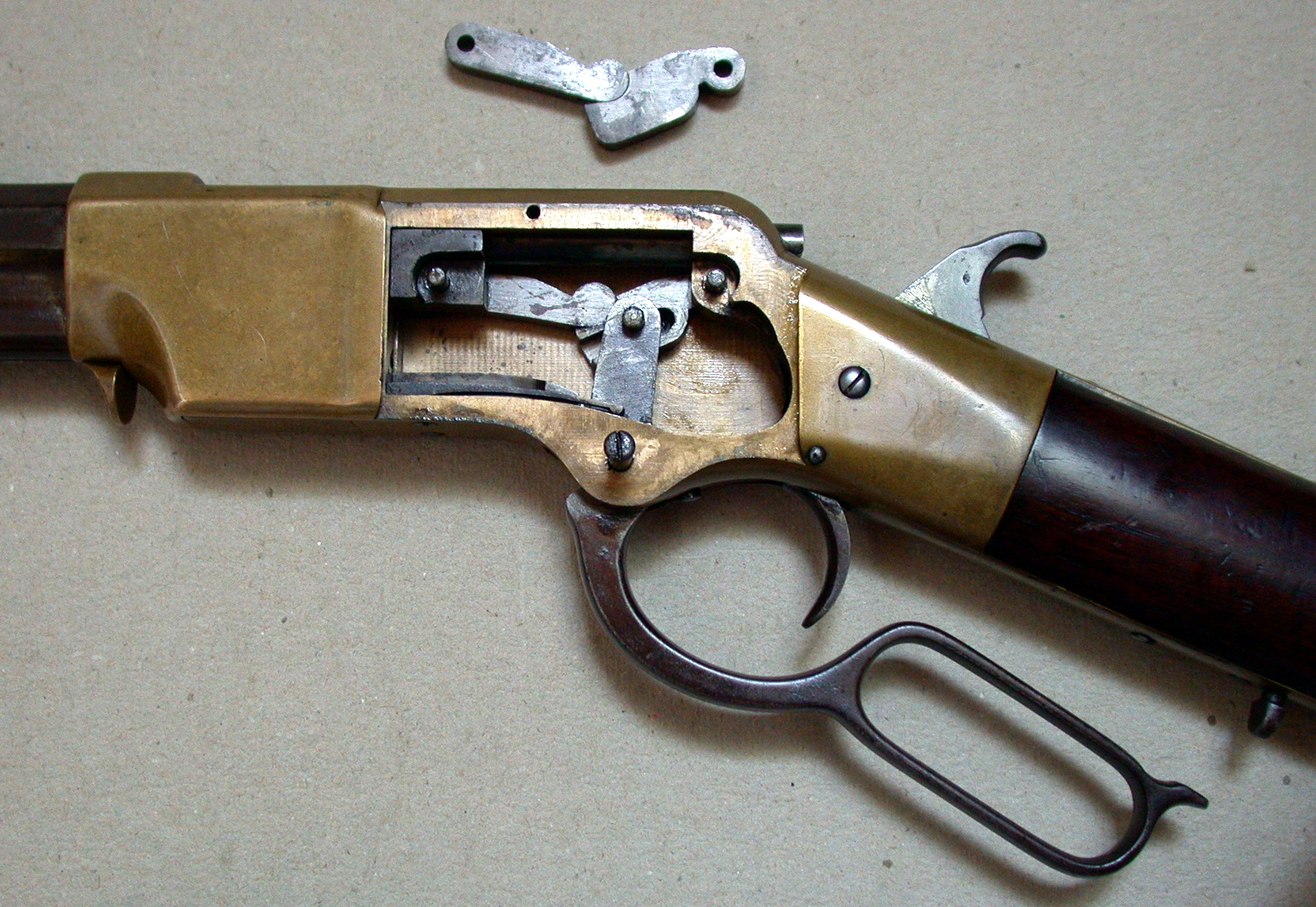
Azione a leva

Il sistema è azionato manualmente in due fasi, dall'astina guardamano che funge da leva: il meccanismo aziona un sistema a blocco cadente che nella prima fase espelle il bossolo spento e nella seconda camera la nuova cartuccia contenuta in un serbatoio tubulare sottostante alla canna. 
Esempi: Carabina Winchester, Marlin Model 1894.

#### A pompa

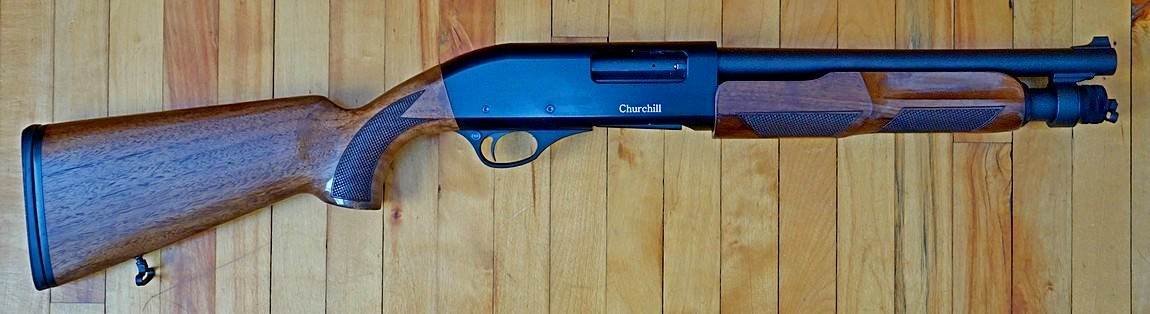
Fucile a pompa

Meccanismo usato solitamente per fucili a canna liscia, dove l'astina (l'impugnatura anteriore) viene fatta scorrere manualmente dall'operatore, prima all'indietro, espellendo il bossolo spento, poi in avanti, camerando la nuova cartuccia prelevata dal serbatoio tubolare o dal caricatore. 
Esempi: Winchester Model 1897, Remington 870, Ithaca 37, Mossberg 500, Winchester Model 1912.

#### Sistema Gatling

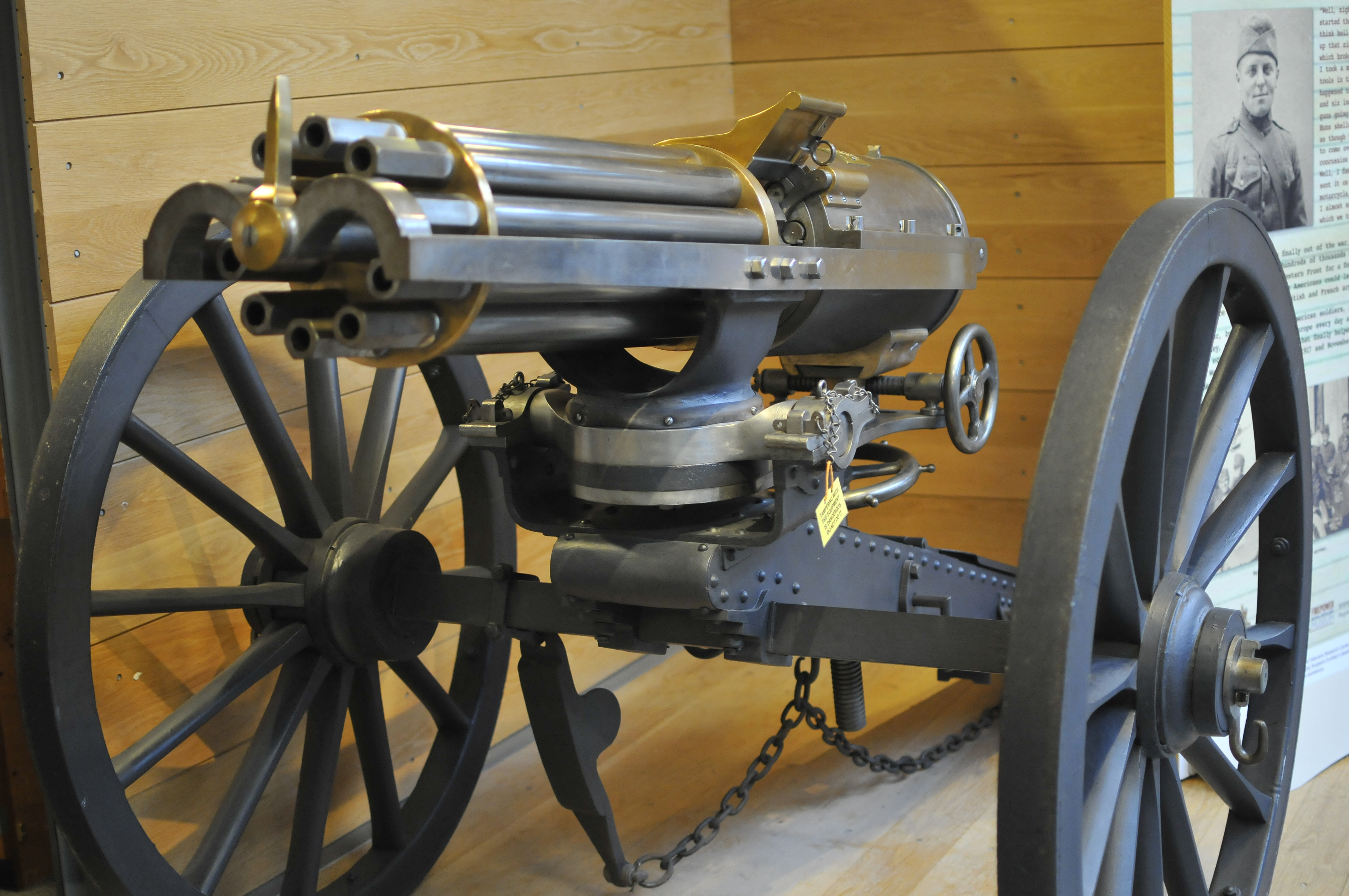
Mitragliatrice Gatling 1865

Questo sistema è nato con la mitragliatrice inventata dal progettista americano Richard Jordan Gatling nel 1861 e brevettata nel 1862. Il principio si basa sul funzionamento ciclico di diversi percussori e culatte (da 6 a 10) collegati ad altrettante canne, dove ogni canna spara un colpo singolo quando raggiunge un certo punto nel suo ciclo di rotazione, dopodiché espelle il bossolo vuoto (in un altro punto), carica una nuova cartuccia, si raffredda per una buona parte di rotazione, per poi ricominciare il ciclo. L'alimentazione è a tramoggia con sfruttamento della gravità e la rotazione è impressa da una fonte di energia esterna, manuale o meccanica, sia per lo scatto che per il riarmo della camera e del percussore, quindi non è considerata un'arma automatica. Questa configurazione permette maggiori ratei di fuoco per unità di tempo, evitando eventuali inceppamenti dovuti all'eccessiva cadenza e al surriscaldamento tipico delle armi automatiche a singola canna; d'altra parte, l'accuratezza del tiro può essere inferiore a causa dell'imprecisione intrinseca dalle canne in movimento rotatorio. Esempi: Gatling (mitragliatrice), Fokker-Leimberger, M134 Minigun, Gryazev-Shipunov GSh-6-23, GAU-8 Avenger.

#### Chain gun
Azionameno meccanico tramite catena; altra arma considerata non automatica, tipo M230 Chain Gun.

## Autocaricante
Tra le armi a ripetizione dei colpi, il sistema autocaricante si basa sostanzialmente sul recupero e lo sfruttamento dell'energia dello sparo, per far funzionare il meccanismo di armamento e di ricarica dell'arma, dunque la ripetizione rapida dei colpi. Le modalità del sistema sono diverse e caratterizzate soprattutto dal tipo di munizione e di arma.

### Massa battente

Schema di funzionamento, della massa battente, nella sua forma più semplice con un calibro .22 Short.

Il sistema di massa battente (detto anche a chiusura labile) si caratterizza per l'assenza di un meccanismo che rende solidale la canna al otturatore (da cui il termine «labile»). La canna è generalmente fissa al telaio (fusto), la chiusura è assicurata dalla molla di recupero e in parte dall'inerzia della massa del otturatore (da cui «chiusura a massa»), a cui si sommano, per piccoli contributi nella fase di rinculo, eventuali masse e forze di molle del meccanismo di armamento del cane o del percussore. La necessaria tenuta stagna della camera di scoppio, durante l'esplosione e la fase d'espulsione del proietto, è assicurata dal contatto canna-bossolo, che viene mantenuto in posizione dall'otturatore tramite la forza della molla di recupero. La pressione dei gas, sprigionati dalla combustione della polvere, andrà quindi a vincere la forza di queste molle e l'inerzia delle masse (soprattutto del otturatore), per far retrocedere il carrello dell'arma, iniziando quindi il ciclo di scarica e ricarica delle cartucce. Se la pressione dei gas fosse eccessiva, l'otturatore (non avendo ritardi di apertura, né blocchi) si aprirebbe prima che il proiettile sia stato espulso dalla volata. Ciò determina che questo sistema venga utilizzato solo per armi con munizioni poco potenti; tuttavia, avendo il pregio di essere molto semplice e quindi affidabile, ciò ha contribuito a diffonderne l'utilizzo, specialmente ai primordi delle armi automatiche portatili: due esempi famosi sono il Thompson e il suo omologo italiano, il MAB 38.

### Contraccolpo ritardato (delayed blowback)

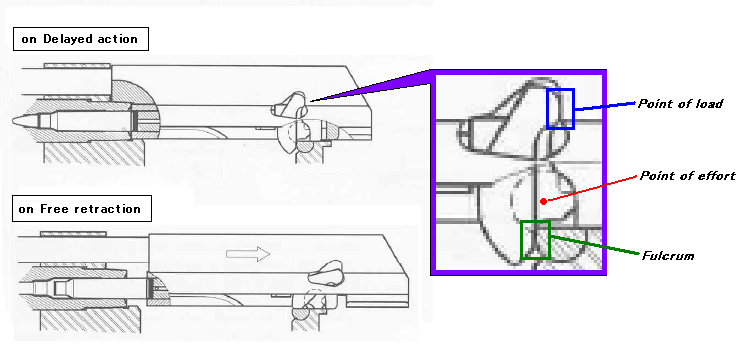
Schema del funzionamento del FAMAS.

Come nella massa battente, ma con alcune modifiche particolari per rallentare o ritardare il tempo di apertura:
- Ritardo a leva (en: lever-delayed blowback), utilizzato nel fucile FAMAS;
- Ritardo a rullini (en: roller-delayed blowback), utilizzato nel fucile Heckler & Koch G3, nella pistola mitragliatrice Heckler & Koch MP5 e nella mitragliatrice MG 42/59;
- Ritardo a gas (en: gas-delayed blowback), utilizzato nella pistola Heckler & Koch P7;
- Ritardo ad anello (en: Chamber-ring delayed blowback), utilizzato nella pistola Seecamp;
- Hesitation locked o ad esitazione, utilizzato nelle pistole Remington M51 e R51 e nei fucili SIG MK (PS, MS, MO e PO).

### Ad avanzamento di canna (blowforward)

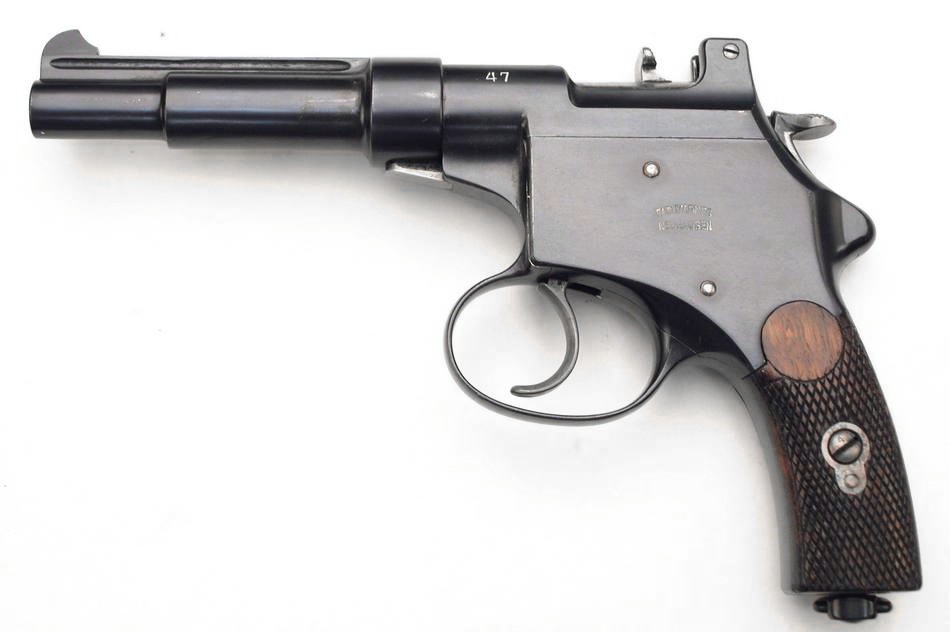
Mannlicher M1894

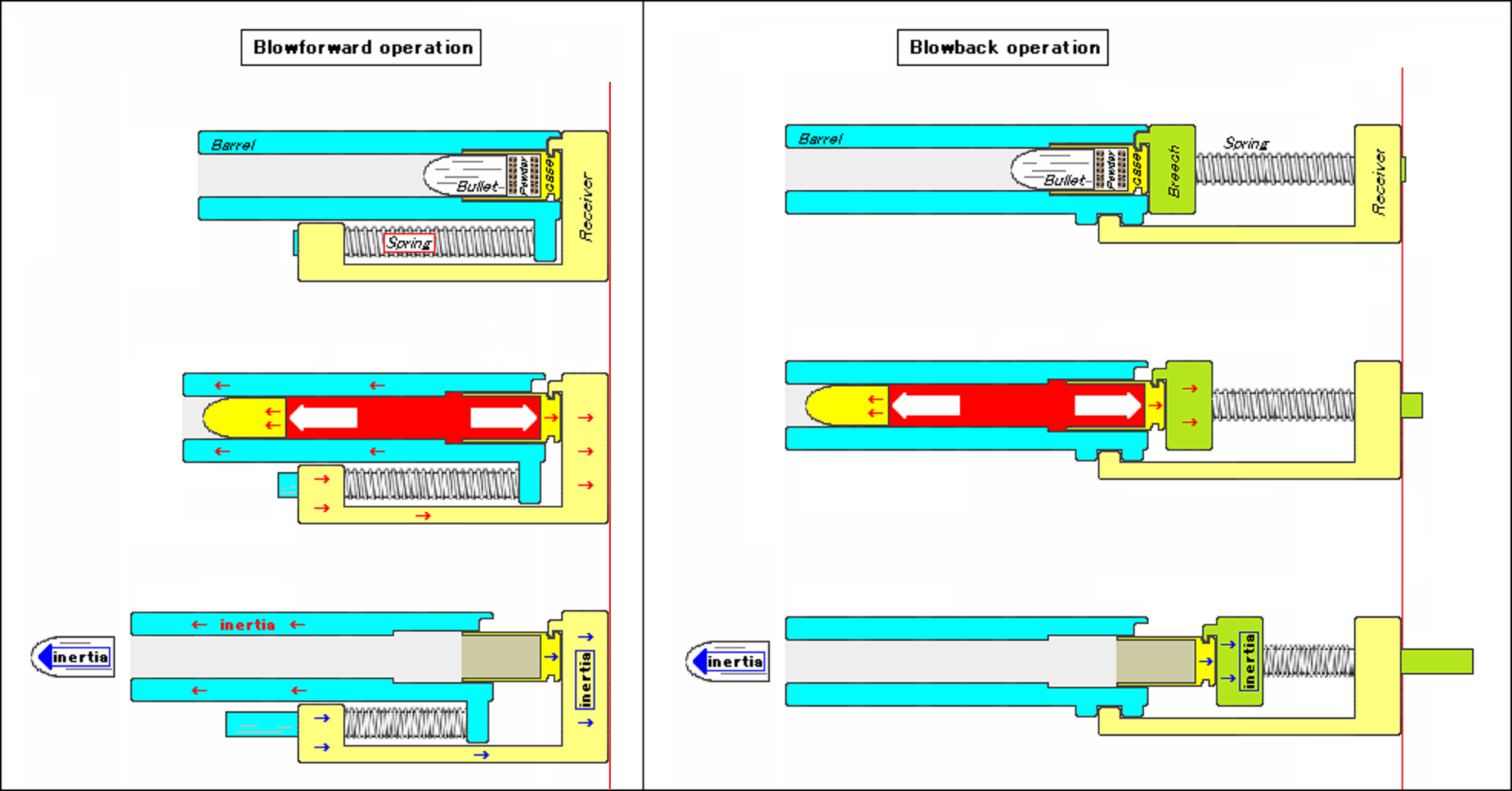
Sistema ad avanzamento di canna

Sistema non molto diffuso e utilizzato, consiste nel avanzamento longitudinale della canna e quindi con otturatore fisso al telaio. Il sistema è praticamente l'opposto a quello con contraccolpo e arretramento dell'otturatore, più comune nell'azionamento della maggior parte delle armi leggere.
Alcuni esempi possono essere le pistole Steyr Mannlicher M1894, Hino Komuro M1908, Schwarzlose M1908 ed anche il fucile moderno Pancor Jackhammer a canna liscia (che di base sfrutta il sistema "a pompa" invertito).

### A corto rinculo ritardato
Il sistema sostanzialmente trattiene le forze di contraccolpo del bossolo, mantenendo chiuso l'otturatore fino ad avvenuta espulsione del proiettile; a questo punto blocca l'arretramento della canna e libera l'otturatore, per farlo aprire e completare il ciclo di ricarica. Questo sistema è necessario per poter costruire armi in grado di scaricare cartucce molto più potenti, rispetto a quelle possibili dal sistema di chiusura labile (contraccolpo a massa battente). 

#### Da canna roto-traslante
Sistema utilizzato nelle pistole semiautomatiche Roth-Steyr M1907 o Beretta 8000 Cougar e PX4 Storm.

#### Sistema a ginocchiello

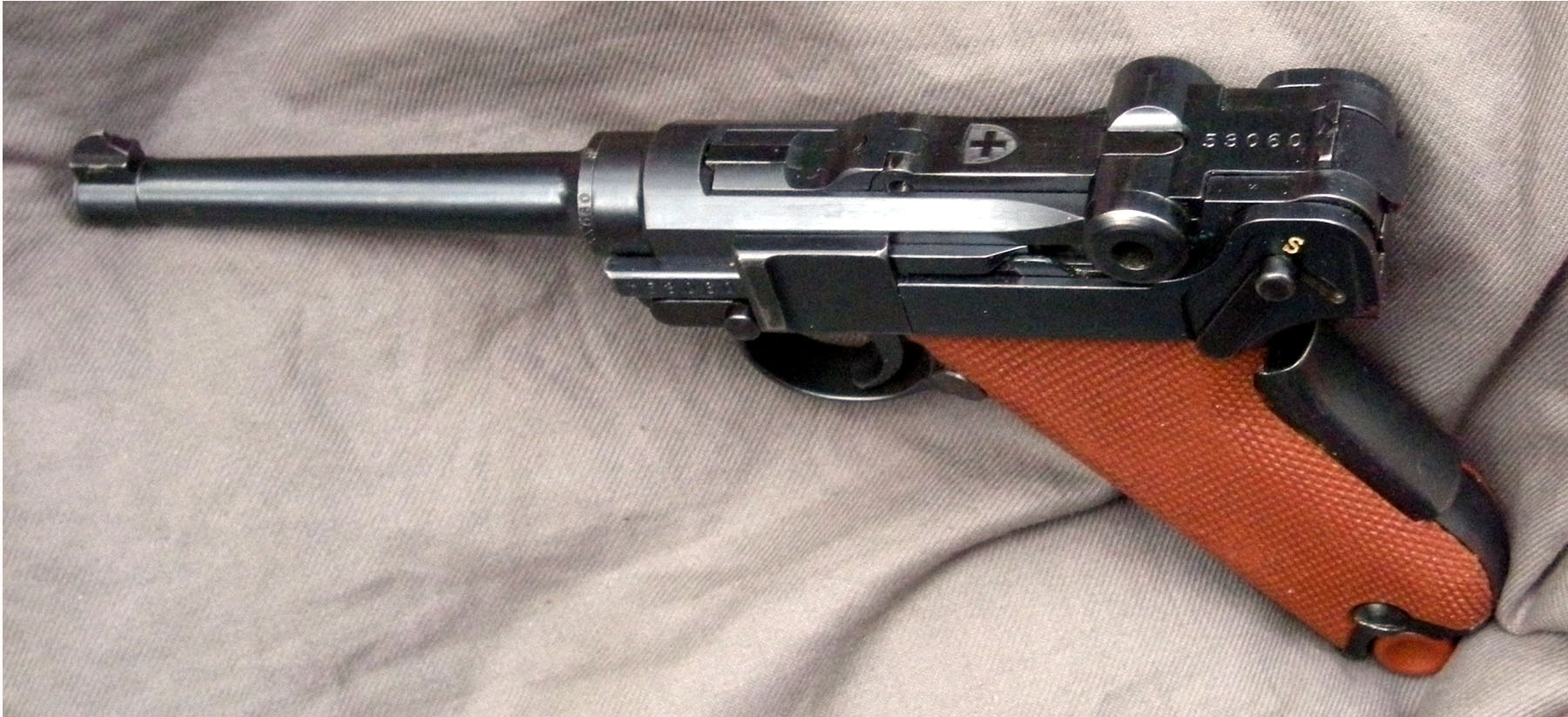
Parabellum svizzera Modell 1906/29

Schema a ginocchiello “Borchardt-Luger”

Il sistema a ginocchiello, detto anche di tipo Borchardt-Luger ccome nelle pistole semiauto Borchardt C-93 e Luger Parabellum, sfrutta un braccio snodato su tre perni, detto a ginocchiello: l'articolazione risulterà massimamente piegata o flessa ad otturatore aperto, e viceversa sarà tesa, stesa o dritta, ad otturatore chiuso. Il sistema per bloccare la chiusura, è dato sostanzialmente dall'articolazione, che una volta stesa, tende leggermente a flettere oltre la posizione retta; e ciò fa sì che il sistema di chiusura possa assorbire le forze di contraccolpo e di rinculo dello sparo, sufficientemente e senza aprirsi. Nel momento dello scarico dei gas alla volata, il meccanismo retrocede in sieme alla canna, forzando il ginocchio sulle camme poste sul fusto, le quali invitano il ginocchiello a piegarsi, facendo aprire l'otturatore e iniziare il ciclo di scarica e ricarica dell'arma.

#### Sistema a biella

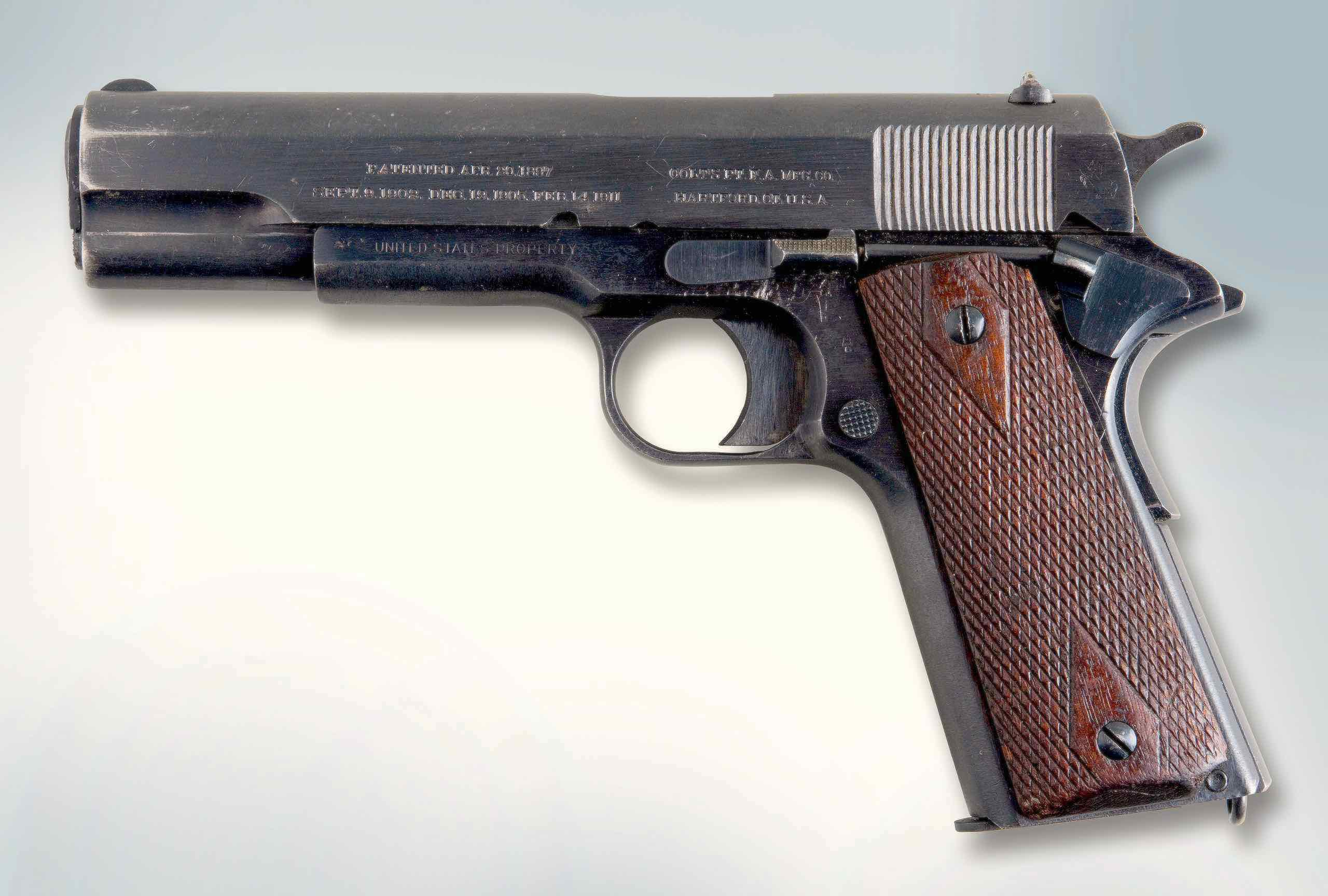
Una pistola Browning-Colt 1911

Con biella, come nelle pistole semiauto Browning-Colt M1911, Tokarev TT-33 e derivate, o con piano inclinato come per pistole semiauto Browning HP35, SIG P210, CZ 75 e derivate. 
In contrapposizione al sistema tipo Borchardt-Luger, che è costituito da due soli pezzi fondamentali (blocco "canna-forcella" e blocco "otturatore-ginocchiello") molto più solidi e fermi, e che concedono all'arma quella altissima precisione di tiro che l'ha resa famosa da sempre, il più classico ed economico meccanismo a carrello di tipo Browning, è usato ormai in quasi tutte le pistole semiautomatiche, ma prevede spesso che la canna sia mobile e/o basculante, con una relativa imprecisione di tiro.

#### Sistema a blocchetto oscillante
Con blocchetto oscillante, come nelle pistola semiauto Mauser C96 e Mauser C96-M712 Schnellfeuer.

#### Sistema a blocchetto oscillante e pistoncino
Con blocco oscillante e pistoncino, come nelle pistole semiauto Walther P38, Beretta M51 e 92, e derivate.

### A lungo rinculo di canna
Si ritrova principalmente nei fucili da caccia derivati dal Browning Auto-5 e nella pistola semiauto Frommer Stop.

### A rinculo inerziale
Impiegato nei fucili Benelli, come Benelli M1, Benelli M3 Super 90 e Benelli M4 Super 90.

### A sottrazione di gas
Come nei fucili AK-47, FN FAL, Gewehr 41, M1 Garand, M16 e nella (unica) pistola IMI Desert Eagle.